# Шеноаз
Шеноаз (фр. Chenoise) је насељено место у Француској у региону Париски регион, у департману Сена и Марна.
По подацима из 2011. године у општини је живело 1289 становника, а густина насељености је износила 35,96 становника/km².

## Демографија
| 1962. | 1968. | 1975. | 1982. | 1990. | 2011. |
| ----- | ----- | ----- | ----- | ----- | ----- |
| 658   | 709   | 762   | 925   | 1.108 | 1.289 |